# Simon Graves
Simon Graves Jensen (Holstebro, 22 maggio 1999) è un calciatore danese, difensore del PEC Zwolle.

## Biografia
Suo padre Mads era anch'egli un calciatore.

## Caratteristiche tecniche
È un difensore centrale forte fisicamente che in alcuni casi è stato schierato anche come terzino destro. Bravo nella lettura, è molto abile nel giocare la palla lunga grazie al suo piede educato che gli permette di impostare dal basso.

## Carriera

### Club

#### Randes
Graves ha iniziato a giocare a calcio nel Holstebro Boldklub prima di passare all'accademy under 17 del Randers FC. Nel gennaio 2018, firma il suo primo contratto da professionista della durata di tre anni. Fa il suo debutto tra i professionisti l'11 Settembre 2018 in una partita di DBUs Landspokalturnering 2018-2019 contro il Næsby Boldklub. Ha giocato come centrale difensivo in quella partita e la sua squadra ha vinto l'incontro ai rigori. Il 4 Novembre successivo ha fatto il suo esordio nella Superligaen danese 2018-2019, il principale campionato danese, contro il AGF. In quella occasione è entrato per sostituire il suo compagno di squadra Saba Lobzhanidze, la partita è terminata con una vittoria per 2-0. Il 26 giugno del 2020, Graves ha firmato un prolungamento del suo contrato con i Randers fino al 2024.
Graves ha segnato il suo primo gol tra i professionisti il 16 Settembre 2021 nel pareggio casalingo terminato 2–2 contro l'AZ Alkmaar nella fase a gironi della UEFA Europa Conference League.

#### Palermo
Il 30 gennaio 2023 viene acquistato dal Palermo con cui firma un contratto di 4 anni e mezzo. Il 5 febbraio seguente esordisce con i rosanero disputando i minuti finali della partita casalinga vinta contro la Reggina. Segna il suo primo gol in maglia rosanero il 23 dicembre del medesimo anno in occasione del pareggio esterno (3-3) contro il Como. Questa è stata la sua unica rete coi rosanero con cui ha trovato poco spazio in un anno e mezzo di militanza.

#### PEC Zwolle
Il 21 agosto 2024 viene ceduto in prestito al PEC Zwolle.
Il 23 maggio viene riscattato a titolo definitivo da parte del club olandese.

### Nazionale
Il 16 gennaio 2018, Graves fa il suo debutto in occasione di un torneo amichevole della Danimarca Under-19 giocando nella gara vinta 1–0 contro i pari età di Cipro ad Ayia Napa. È stato convocato per il Campionato europeo di calcio Under-21 2021 senza esordire.

## Statistiche

### Presenze e reti nei club
Statistiche aggiornate al 24 maggio 2024.
| Stagione        | Squadra         | Campionato      | Campionato | Campionato | Coppe nazionali | Coppe nazionali | Coppe nazionali | Coppe continentali | Coppe continentali | Coppe continentali | Altre coppe | Altre coppe | Altre coppe | Totale | Totale | Totale |
| Stagione        | Squadra         | Comp            | Pres       | Reti       | Comp            | Pres            | Reti            | Comp               | Pres               | Reti               | Comp        | Pres        | Reti        | Pres   | Reti   |        |
| --------------- | --------------- | --------------- | ---------- | ---------- | --------------- | --------------- | --------------- | ------------------ | ------------------ | ------------------ | ----------- | ----------- | ----------- | ------ | ------ | ------ |
| 2018-2019       | Randers         | SL              | 4          | 0          | CD              | 2               | 0               |                    | -                  | -                  |             | -           | -           | 6      | 0      |        |
| 2019-2020       | Randers         | SL              | 5+4+2      | 0          | CD              | 0               | 0               |                    | -                  | -                  |             | -           | -           | 13     | 0      |        |
| 2020-2021       | Randers         | SL              | 17+8       | 0          | CD              | 7               | 0               |                    | -                  | -                  |             | -           | -           | 32     | 0      |        |
| 2021-2022       | Randers         | SL              | 15+6       | 0          | CD              | 1               | 0               | UCL+UECL           | 0+5                | 0+1                |             | -           | -           | 27     | 1      |        |
| 2022-gen. 2023  | Randers         | SL              | 16         | 1          | CD              | 1               | 0               |                    | -                  | -                  |             | -           | -           | 17     | 1      |        |
| Totale Randers  | Totale Randers  | Totale Randers  | 57+20      | 1          |                 | 13              | 0               |                    | 5                  | 1                  |             | -           | -           | 96     | 2      |        |
| gen.-giu. 2023  | Palermo         | B               | 5          | 0          | CI              | 0               | 0               | -                  | -                  | -                  | -           | -           | -           | 5      | 0      |        |
| 2023-2024       | Palermo         | B               | 12+3       | 1          | CI              | 0               | 0               | -                  | -                  | -                  | -           | -           | -           | 15     | 1      |        |
| Totale Palermo  | Totale Palermo  | Totale Palermo  | 17+3       | 1          |                 | -               | -               |                    | -                  | -                  |             | -           | -           | 20     | 1      |        |
| Totale carriera | Totale carriera | Totale carriera | 97         | 2          |                 | 13              | 0               |                    | 5                  | 1                  |             | -           | -           | 115    | 3      |        |

### Cronologia presenze e reti in nazionale
| Cronologia completa delle presenze e delle reti in nazionale ― Danimarca under 19 | Cronologia completa delle presenze e delle reti in nazionale ― Danimarca under 19 | Cronologia completa delle presenze e delle reti in nazionale ― Danimarca under 19 | Cronologia completa delle presenze e delle reti in nazionale ― Danimarca under 19 | Cronologia completa delle presenze e delle reti in nazionale ― Danimarca under 19 | Cronologia completa delle presenze e delle reti in nazionale ― Danimarca under 19 | Cronologia completa delle presenze e delle reti in nazionale ― Danimarca under 19 | Cronologia completa delle presenze e delle reti in nazionale ― Danimarca under 19 |
| Data                                                                              | Città                                                                             | In casa                                                                           | Risultato                                                                         | Ospiti                                                                            | Competizione                                                                      | Reti                                                                              | Note                                                                              |
| --------------------------------------------------------------------------------- | --------------------------------------------------------------------------------- | --------------------------------------------------------------------------------- | --------------------------------------------------------------------------------- | --------------------------------------------------------------------------------- | --------------------------------------------------------------------------------- | --------------------------------------------------------------------------------- | --------------------------------------------------------------------------------- |
| 16-1-2018                                                                         | Agia Napa                                                                         | Cipro under 19                                                                    | 0 – 1                                                                             | Danimarca under 19                                                                | Amichevole                                                                        | -                                                                                 | 46’                                                                               |
| 17-1-2018                                                                         | Agia Napa                                                                         | Cipro under 19                                                                    | 1 – 1                                                                             | Danimarca under 19                                                                | Amichevole                                                                        | -                                                                                 | 67’                                                                               |
| 18-1-2018                                                                         | Dherynia                                                                          | Lituania under 19                                                                 | 1 – 7                                                                             | Danimarca under 19                                                                | Amichevole                                                                        | -                                                                                 | 78’                                                                               |
| Totale                                                                            |                                                                                   | Presenze                                                                          | 3                                                                                 |                                                                                   | Reti                                                                              | 0                                                                                 |                                                                                   |

## Palmarès

### Club

#### Competizioni nazionali
- Coppa di Danimarca: 1

Randers: 2020-2021